# Aspilota rufa
Aspilota rufa är en stekelart som beskrevs av Vladimir Ivanovich Tobias 1985. Aspilota rufa ingår i släktet Aspilota och familjen bracksteklar. Inga underarter finns listade.